# Fabiola Campillai

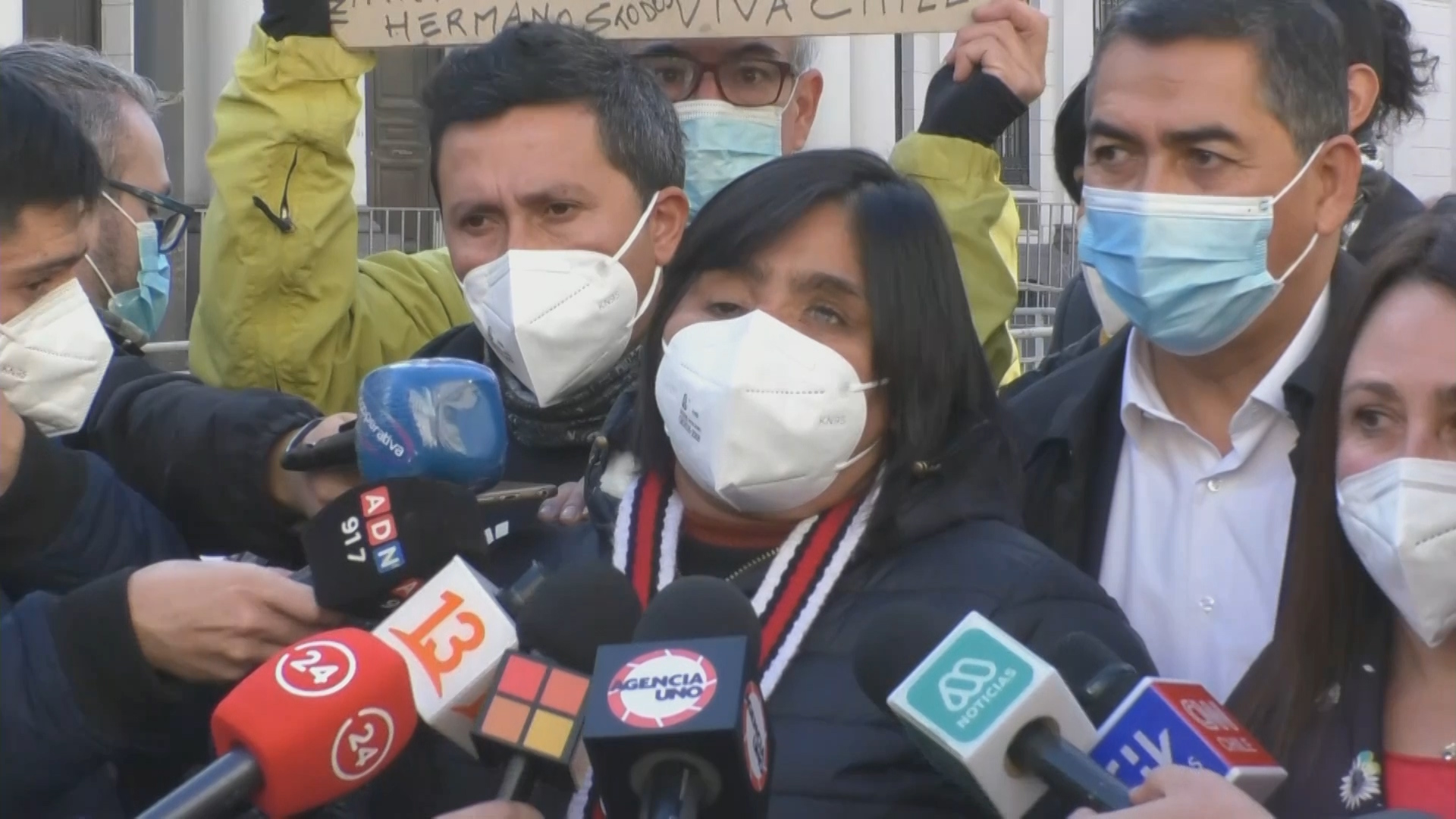
Fabiola Campillai vor dem Obersten Gerichtshof im Juli 2021

Fabiola Andrea Campillai Rojas (* 17. Mai 1983) ist eine Politikerin und Aktivistin in Chile. Während der sozialen Proteste 2019–2020 wurde die Angehörige einer indigenen Minderheit durch eine Tränengasgranate schwer verletzt. Trotzdem trat sie als unabhängige Kandidatin zu den Senatswahlen an und wurde 2021 zur Senatorin gewählt.

## Biografie
Fabiola Campillai hat drei Kinder und ist mit Mario Cornejo verheiratet. Im Jahr 2019 lebt sie mit ihrer Familie in der Gemeinde San Bernardo, einem armen Arbeiterviertel am Stadtrand von Santiago. Sie war Mitglied der freiwilligen Feuerwehr, spielte Fußball, engagierte sich in ihrem Stadtviertel und arbeitete in einer Fabrik des Lebensmittelherstellers Carozzi.
Am Abend des 26. November 2019, während der sozialen Proteste in Chile, verließ sie ihre Wohnung, um ihre Nachtschicht in der Nudelfabrik anzutreten. Eine Gruppe von Militärpolizisten überwachte auf der Straße einige Demonstranten, obwohl andere Quellen besagen, es habe zu diesem Zeitpunkt noch gar keine Demonstration gegeben. Als Fabiola an der Haltestelle stand und auf den Bus wartete, warf ein Polizist aus kurzer Entfernung eine Tränengasbombe, die sie ins Gesicht traf.
Sie stürzte zu Boden und verlor das Bewusstsein. Die Polizeikräfte setzten den Tränengaseinsatz fort und zogen ab, ohne medizinische Hilfe zu leisten, obwohl mindestens zwei Polizisten sahen, dass eine Person verletzt worden war. Fabiola wurde von Nachbarn in ein Krankenhaus gebracht. Der Aufprall der 200 Grad heißen Granate hatte ihre Augäpfel zerstört, sie erlitt ein Schädel-Hirn-Trauma sowie Knochenbrüche im Gesicht und am Schädel. Die Folgen waren eine vollständige Erblindung und der Verlust ihres Geruchs- und Geschmackssinn. Lange lag Fabiola im künstlichen Koma. In zwei Monaten nach dem Angriff musste sie sich drei Operationen unterziehen.
Das Nationale Institut für Menschenrechte (INDH) reichte Beschwerde gegen die Militärpolizei ein. Die Ermittlungen dauerten mehr als acht Monate und ergaben, dass Patricio Maturana verantwortlich für den Wurf der Granate war. Er wurde entlassen und der „rechtswidrigen Nötigung mit schwersten Verletzungen“ beschuldigt.
Die Staatsanwaltschaft führte auf Druck der Öffentlichkeit eine zweite Untersuchung durch, bei der sich herausstellte, dass Patricio Maturana zum Zeitpunkt des Angriffs keine Erlaubnis für den Gebrauch einer Gasdruckflinte hatte. Die Staatsanwaltschaft forderte 12 Jahre Gefängnis.

## Politische Karriere
Im August 2021 erklärte Fabiola Campillai als Unabhängige ihre Kandidatur für den Senat im größten Wahlkreis des Landes in Santiago und distanzierte sich von der Volksliste (Lista del Pueblo). Sie berichtete, sie habe mehr als 15.000 Unterstützer gewonnen und erklärte, ihre Wahlkampfthemen würden die Anliegen des Volksaufstands aufgreifen wie die Abschaffung der privatisierten Pensionsfonds (AFP), ein kostenloses und hochwertiges Gesundheits- und Bildungswesen sowie die Erhaltung und Wiedergewinnung der natürlichen Ressourcen. Bei den Senatswahlen am 21. November 2021 eroberte Campillai den Wahlkreis Metropolitana, die Region rund um die Hauptstadt Santiago, und wurde zur Senatorin gewählt.
„Ich werde meine Augen nie wieder zurückbekommen“, sagte Fabiola in einem Interview mit der britischen Zeitung The Guardian. „Aber ich möchte diese Tragödie in eine Stärke verwandeln und weiter kämpfen. Nicht nur von der Straße aus wie früher, sondern von der Legislative aus - ich will dabei sein, um alles zu verändern.“
Fabiola Campillai trat 2022 erneut für die Apruebo Dignidad, einer linken Parteienkoalition in Chile, zu den Senatswahlen an und wurde bis 2030 gewählt.